# Bougara
Bougara là một đô thị thuộc tỉnh Blida, Algérie. Dân số thời điểm năm 2002 là 42.746 người.